# Ми и они (филм)
Ми и они ( кин. '后来的我们' Hòulái de wǒmen) је кинески романтични драмски филм из 2018. у режији тајванске пјевачице и глумице Рене Лијоу у свом редитељском дебију и продукцији Џанга Јибаја. 
У филму играју Ђинг Боран и Џоу Донгју, а објављен је 28. априла 2018.  Филм истражује однос између мушкарца и жене који дијеле исти рурални родни град и покушавају да заједно пронађу лична и професионална испуњења у Пекингу суочени са економским, друштвеним, породичним и романтичним недаћама.

## Радња
Прича је испричана између прошлости и садашњости, "нас" из садашњости и "њих" ис прошлости. Сцене у прошлости приказане су у боји, док су сцене у садашњости црно-бијеле.
Током Чунјун периода, два странца, Лин Ђијенћинг и Фанг Сјаосјао, сусрећу се у возу на путовању кући поводом прославе Прољећног фестивала. Они постају пријатељи и сазнају да обоје живе у Пекингу, гдје покушавају да постану успјешни и да се обогате. Ђијенћин жели да постане креатор видео-игрица, али се мора носити са великим финансијским проблемима, као и са недостатком времена. Сјаосјао живи са својим дечком у Пекингу, али га напушта због проблема са његовом мајком. Сјаосјао се затим усељава у Ђијенћингову малу собу у апартманском комплексу. Њих двоје зарађују продајући компјутерске софтвере и јапанске порнографије.
Док у садашњости, Ђијенћинг случајно наилази на Сјаосјао-а током Чунјун авионског лета. Они одлучују да преноће заједно због кашњења лета и проведу вријеме присјећајући се своје некадашње везе. Прича се потом враћа у прошлост. Током кинеске Нове године, Ђијенћинг и Сјаосјао се напију и имају интимне односе, чиме започиње њихова веза. У почетку су ствари биле добре јер су обоје добили нове послове. На сљедећој новогодишњој забави, Ђијенћинг  троши много новца да импресионира своје пријатеље код куће. Њих двоје се затим враћају кући током Чунјун периода и проводе вријеме са Ђијенћинговим оцем. Ђијенћингов отац му каже да нема потребе да се понаша као богаташ пред пријатељима ако то није.
Једног дана, власник стана избаци пар их избацује. Док је на послу, Ђијенћинг се посвађа са клијентом на позиву и добија батине. Његов однос са Сјаосјао постаје све хладнији и хладнији. Ђијенћинг постаје све љући и удаљенији, свађајући се и са непознатим људима и са својим оцем. Сјаосјао одлучује да раскине са Ђијенћингом док је играо игрице. Када Ђијенћинг примијети Сјаосјаоино одсуство, истрчава за њом и проналази је на метро станици, већ укрцану на воз. Стоје у тишини док воз полази. Ђијенћинг постаје одлучан да се посвети послу и завршава своју видео-игру, која постаје велики хит и доноси му запослење. Сјаосјао види Ђијенћинга на вијестима гдје говори о инспирацији приче његове видео-игрице и како се она везује за њу.
Те исте године, током Чунјун периода, Ђијенћинг пита Сјаосјао да ли ће ићи заједно са њим назад у њихов родни град, на шта она пристаје. Ђијенћингов отац их обавјештава да полако постаје слијеп. Када Ђијенћинг почиње да вријеђа њихов породични ресторан и каже му да се пресели у Пекинг како би могао да се брине о њему, отац одбија. Ђијенћинг изнервиран излази напоље, а Сјаосјао га прати. На улици, Ђијенћинг тражи од Сјаосјао да му да другу шансу сада када је постао успјешан. На шта му Сјаосјао каже да није остала с њим зато што се надала да ће се обогатити и купити јој кућу, већ зато што јој се свиђао. Затим му каже да је он њу уопште не разумије и да никада није, након чега одлази.
Прича се затим враћа у садашњост. Сазнајемо да је Сјаосјао сама, док је Ђијенкинг ожењен и има дјете. Њих двоје се у сузама питају да ли је младалачка љубав коју су имали прије много година била права, а Сјаосјао признаје да га је истински вољела. Она му каже да им је можда било суђено да се сретну тада у возу, и да им је такође суђено да не заврше заједно.
Ђијенкинг  одвезе Сјаосјао кући. Загрле се и званично се опраштају. Ђијенкинг каже Сјаосјао да ће једног дана сигурно поново пронаћи праву љубав.
Док се враћао кући са својом женом, Ђианћингов отац је грешком назива Сјаосјао, на шта Јианкинг покушава да не реагује. Касније се открива да је Ђианћингов отац већ био слијеп и мислио да је његов син оженио Сјаосјао, али је брзо схватио да то није она. Ђианћингов отац затим пише Сјаосјао посљедње писмо, говорећи јој да би вољео да је завршила са његовим сином, али живот некада не иде онако како смо ми планирамо. Назвао је Ђијенћингову жену Сјаосјао јер је толико желио да она буде та коју ће Ђијенћинг да ожени.
Након што је Ђијенћингов отац умро,  Ђијенћинг одлази у њихов породични ресторан и присјећа се прошлости.
На крају, Сјаосјао игра  Ђијенћингу видео-игру, проналазећи скривене поруке за њу на самом крају игрице. Боја се враћа на садашњу временску линију док се помирују са својом прошлошћу.

## Улоге
- Ђинг Боран као Лин Ђијенкинг
- Џоу Донгју као Фанг Сјаосјао
- Тијен Џуангџуанг као Ђијенћингов отац
- Ћу Џеминг

## Продукција
Сценарио је написао Џанг Вијаи на основу кратке приче Дом за кинеску Нову годину . Ђинг Боран тврди да је први прочитао сценарио сасвим случајно и да се одмах заљубио у њега. Тада сам срео Ренеа и разговарали смо о мојим ставовима о сценарију и мојим идејама. Открили смо да смо се међусобно сложили и зато сам одлучио да преузмем улогу.“ 
Филм је сниман у Хаилару, једном од најхладнијих градова у Кини, у зиму 2017. године.   Рене Лијоу је изјавио да су сцене снимања на минус 40 °C биле болно хладне. 
Таихаи Публишинг је издао књигу од 288 страница режисерке и њених мисли током продукције филма, укључујући и фотографије са снимања.

## Музика
Поп певач из Хонг Конга Еасон Чан  отпевао је тематску пјесму за филм. Пјесму је компоновао Џорџ Чен, а написао ју је Дејвид Ке, док је музички спот режирао је Шен Сјаовеј. Музички спот је објављен 10. априла 2018. године и за само два сата имао је 2 милиона прегледа. 
Филм је премијерно приказан 23. априла 2018. у Пекингу. 
На Филмском фестивалу у Кану 2018. Нетфлик је купио ексклузивна права дистрибуције филма свуда ван Кине .  Филм је објављен на сервису 22. јуна 2018.  Лиу је приметио: „Почаствован сам што је филм изабран за Нетфликсов први оригинални филм на кинеском језику. 

## Признања
| Година | Додела награда                        | Награда                           | Име                                                                          | Резултат   |
| ------ | ------------------------------------- | --------------------------------- | ---------------------------------------------------------------------------- | ---------- |
| 2018   | 55. додела награда Златни коњ         | Најбољи нови режисер              | Лијоу Руојинг                                                                | Номинација |
| 2018   | 55. додела награда Златни коњ         | Најбољи споредни глумац           | Тијен Џуангџуанг                                                             | Номинација |
| 2018   | 55. додела награда Златни коњ         | Најбољи прилагођени сценарио      | Јуан Јуан, Хе Јуминг, Пан Веи, Ан Џен, Лијоу Руојинг                         | Номинација |
| 2018   | 55. додела награда Златни коњ         | Најбоље уређивање                 | Лијао Ћингсонг, Конг Јинлеи                                                  | Номинација |
| 2018   | 55. додела награда Златни коњ         | Најбоља оригинална песма из филма | Оригинални певач "Ми": Еасон Чан / текст: Ге Давеи / Композитор: Чен Ђијанви | Номинација |
| 2018   | Награде кинеских филмских медија 2018 | Омиљени МВ публике                | "Ми"                                                                         | Освојено   |
| 2018   | Награде кинеских филмских медија 2018 | Најпопуларнија глумица            | Џоу Донгју                                                                   | Освојено   |